# 仙骨神経叢
仙骨神経叢（せんこつしんけいそう）とは脊髄神経から分岐し骨盤・臀部・性器・下肢のうちに大腿・脹脛（ふくらはぎ）・足へ繋がる神経叢の名称。
仙骨神経叢は脊髄神経から分岐し背中・腹部・鼠径部と下肢のうち大腿・膝・脹脛に繋がる腰神経叢と相互に連結しているためこれらを合わせて腰仙骨神経叢と呼ぶ。

## 仙骨神経叢の構成
仙骨神経叢は第4腰神経～第3仙骨神経の前枝から構成されており、骨盤の後壁を大坐骨孔に向かって斜めに下る。
枝は皮枝と筋皮に分かれる。筋枝は外寛骨筋・大腿屈筋・下腿及び足の全ての筋・会陰筋を支配し、皮枝は臀部・大腿の後側・下腿及び足・外陰部の皮膚に分布する。

## 枝
- 上殿神経（L4~S1）：上殿動脈・上殿静脈とともに大坐骨孔を通って、梨状筋上孔から出て、中殿筋・小殿筋・大腿筋膜張筋を支配
- 下殿神経（L5~S2）：下殿動脈・下殿静脈とともに大坐骨孔を通って、梨状筋下孔から出て、大殿筋を支配
- 後大腿皮神経：下殿神経とともに梨状筋下孔を通り、大殿筋の下縁から皮下に現れ、大腿及び膝関節後面の皮膚に分布し、臀部と会陰へ分布する枝も出す
- 坐骨神経（L5~S2）：梨状筋下孔から大腿後方に出て、梨状筋下孔から出る場所は、上後腸骨棘と坐骨結節を結んだ線のほぼ中央に相当し、坐骨結節と大転子の中間点のやや内側寄りを通過して、大腿二頭筋長頭と大内転筋の間を垂直に下行、大腿屈筋群（大腿二頭筋・半膜様筋・半腱様筋）と、大内転筋の一部を支配。膝窩の上方で外側の総腓骨神経と内側の脛骨神経に分枝する。
- 総腓骨神経：膝窩で外側腓腹皮神経を分岐した後に、腓骨頭を回って、浅腓骨神経及び深腓骨神経に分かれる。
  - 外側腓腹皮神経：下腿の外側面の皮膚に分布
  - 浅腓骨神経（L5~S1）：下腿外側の腓骨筋群（長腓骨筋・短腓骨筋）に分枝した後に、下腿の下方から皮下に出て、足背の皮膚に分布
  - 深腓骨神経（L4~S1）
    - 筋枝：前脛骨動脈とともに下腿深部を下行し、下腿の伸筋群（前脛骨筋・長趾伸筋・長母趾伸筋・第三腓骨筋）、足背の伸筋群（短母趾伸筋・短趾伸筋）に分布
    - 皮枝：母趾背外側面と第2趾の背内側面に分布

  - 脛骨神経（L4~S2）：下腿を膝窩動脈・膝窩静脈及び後脛骨動脈に沿って下行し、下腿の屈筋群（腓腹筋・ヒラメ筋・足底筋・膝窩筋・後脛骨筋・長趾屈筋・長母趾屈筋）を支配した後に、内果後方で内側足底神経と外側足底神経に分枝する。
  - 内側腓腹皮神経：下腿の内側面の皮膚に分布
  - 外側足底神経
    - 筋枝：足底方形筋・小趾外転筋・短小趾屈筋・小趾対立筋・底側骨間筋・背側骨間筋・第2～4虫様筋・母趾内転筋を支配。
    - 皮枝：足底の外側の皮膚に分布

  - 内側足底神経
    - 筋枝：母趾外転筋・短母趾屈筋・短趾屈筋と第1虫様筋を支配
    - 皮枝：固有底側指神経として、足底の内側の皮膚に分布

- 陰部神経（S2~S4）：大坐骨孔を通り坐骨棘を回り小坐骨孔を通る。